# Палаццо Бьянка Каппелло
Палаццо Бьянка Каппелло (итал. Palazzo di Bianca Cappello) — историческое здание, палаццо (городской дворец), расположенный в квартале Ольтрарно на улице Виа Маджо № 26 в центре Флоренции, регион Тоскана, Италия. Ранее был домом Бьянки Каппелло, любовницы, а затем жены великого герцога Франческо I Медичи. Примечателен типично ренессансным декором фасада в технике сграффито. Дворец включён в список, составленный в 1901 году Главным управлением древностей и изящных искусств, как монументальное здание, подлежащее признанию национальным художественным наследием.

## История
Дворец, который находится недалеко от Палаццо Питти, резиденции великих герцогов Тосканы, вначале принадлежал семье Корбинелли. В 1566 году был приобретён и отреставрирован для Бьянки Каппелло, возлюбленной, а затем второй жены великого герцога Тосканского Франческо I. Проектирование и строительные работы осуществлялись под надзором архитектора Бернардо Буонталенти (1570—1574).
Выйдя замуж за герцога Франческо, когда он уже был вдовцом (1579), и таким образом став великой герцогиней, Бьянка Каппелло вскоре продала дом Оспедале Санта-Мария-Нуова (1584). В 1586 году госпиталь перепродал его Джованни Риккарди. Эта семья содержала дом до начала девятнадцатого века, затем в 1828 году он перешёл во владение Бонаккорси Перини, затем к Альтовити, в 1906 году — к Перуцци де Медичи, а впоследствии к Печкьоли и другим владельцам.
В 1579—1580 годах фасад был украшен декором гротеска в технике сграффито живописцем Бернардино Поччетти. Позже дворец перешёл во владение семьи Риккарди, затем Карло Лазинио, профессора Флорентийской Академии изящных искусств. Ныне он принадлежит коммуне Флоренции, которая сделала его архивом и лабораторией по сохранению книг «Старого кабинета» (Gabinetto Vieusseux).

## Декор фасада
Отдельные мотивы гротеска на фасаде здания заключены в прямоугольные «рамки», соответствующие архитектуре и общему ренессансному стилю дворца. В рамках этой схемы декоративные элементы отвечают только критериям разнообразия и причудливости: гарпии, борзые псы, курильщики кальяна, сатириссы, гиппогрифы, херувимы, обезьяны, бараны, мужские и женские фигуры следуют друг за другом среди «канделябров» и гротесков. В центре имеется герб семьи Медичи, увенчанный великокняжеской короной, по сторонам два овала с изображением лебедя (эмблема Бьянки Каппелло) и девизом, намекающим как на чистоту животного, так и на имя «Бьянка» (Белая).
В вестибюле находится мемориальная доска с надписью, которая напоминает о владении дома Бьянкой Каппелло и датирует здание 1566 годом:
BIANCA CAPPELLO
PRIMA CHE FOSSE MOGLIE A FRANCESCO I · DE' MEDICI
ABITÒ QUESTA CASA
CHE ELLE SI EDIFICAVA
NEL 1566

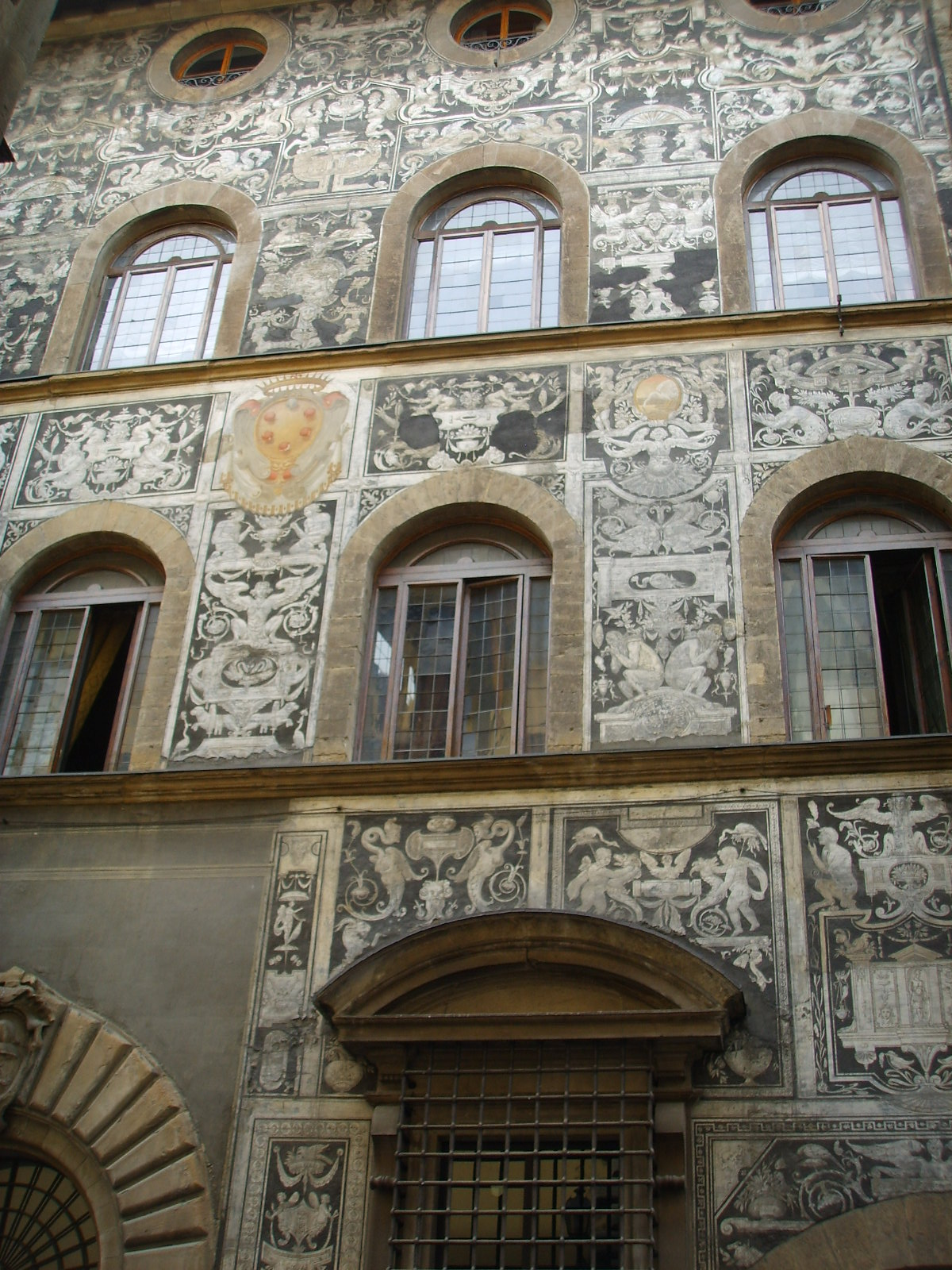
Фасад здания
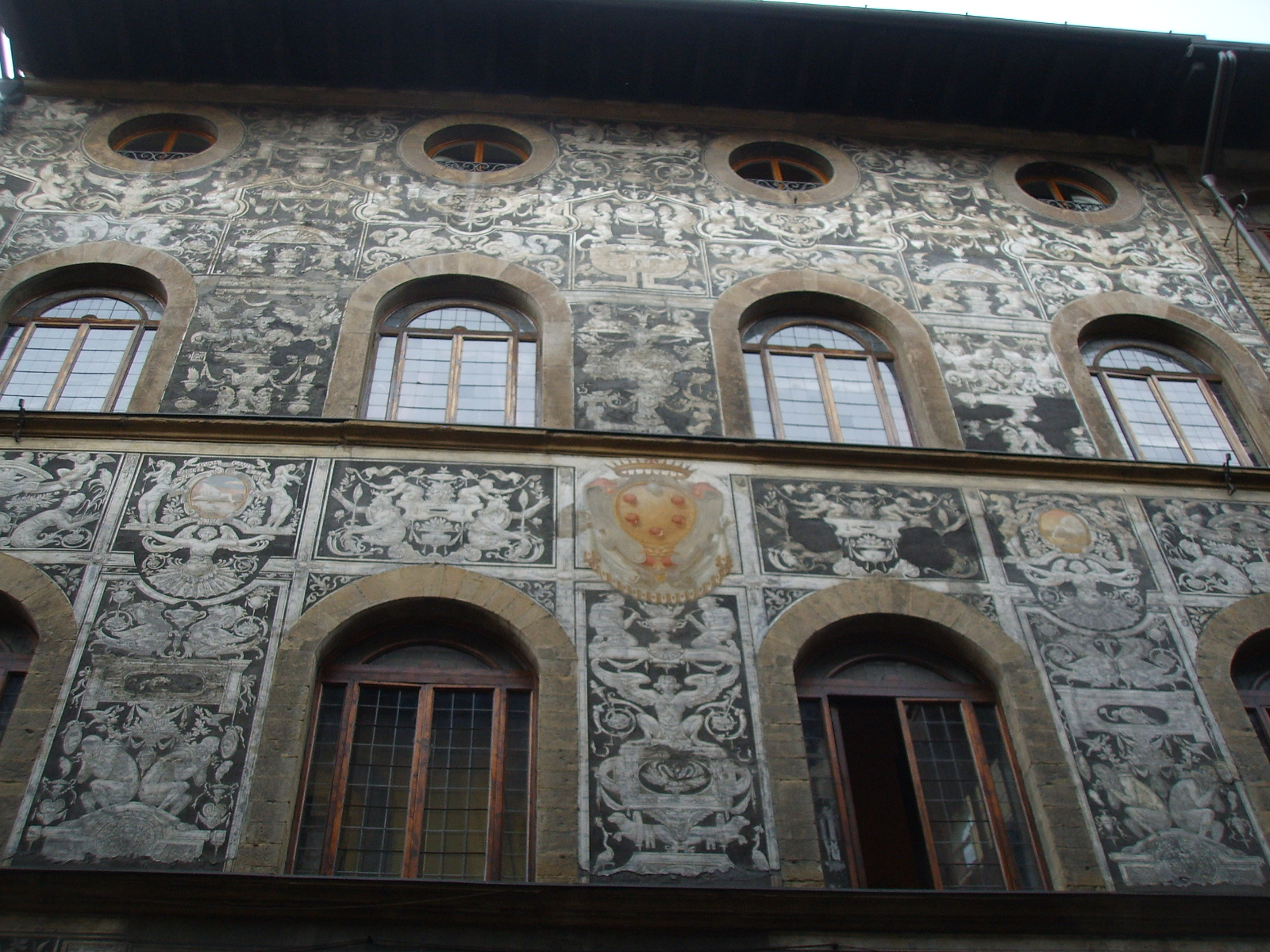
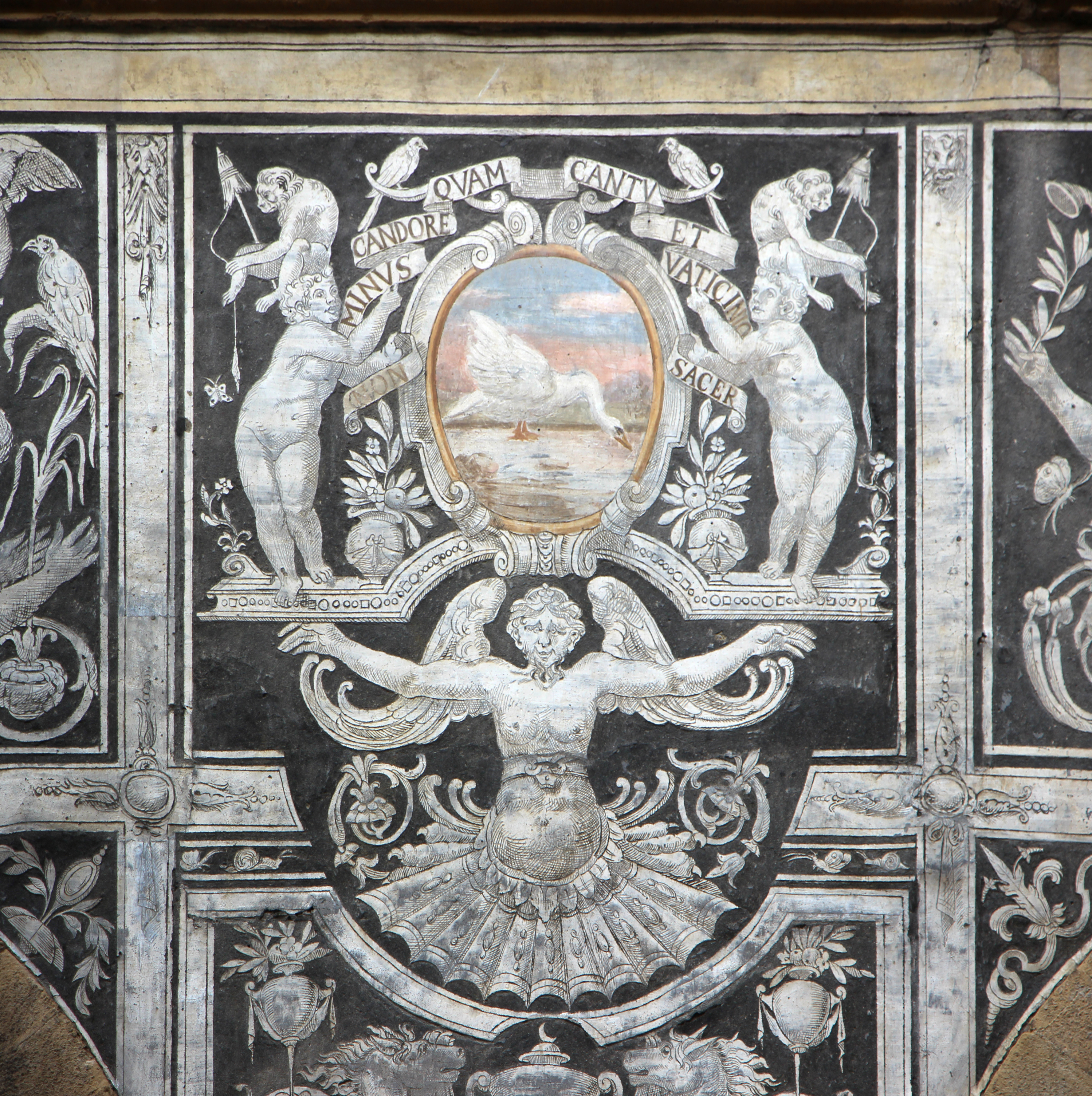
Эмблема Бьянки Каппелло
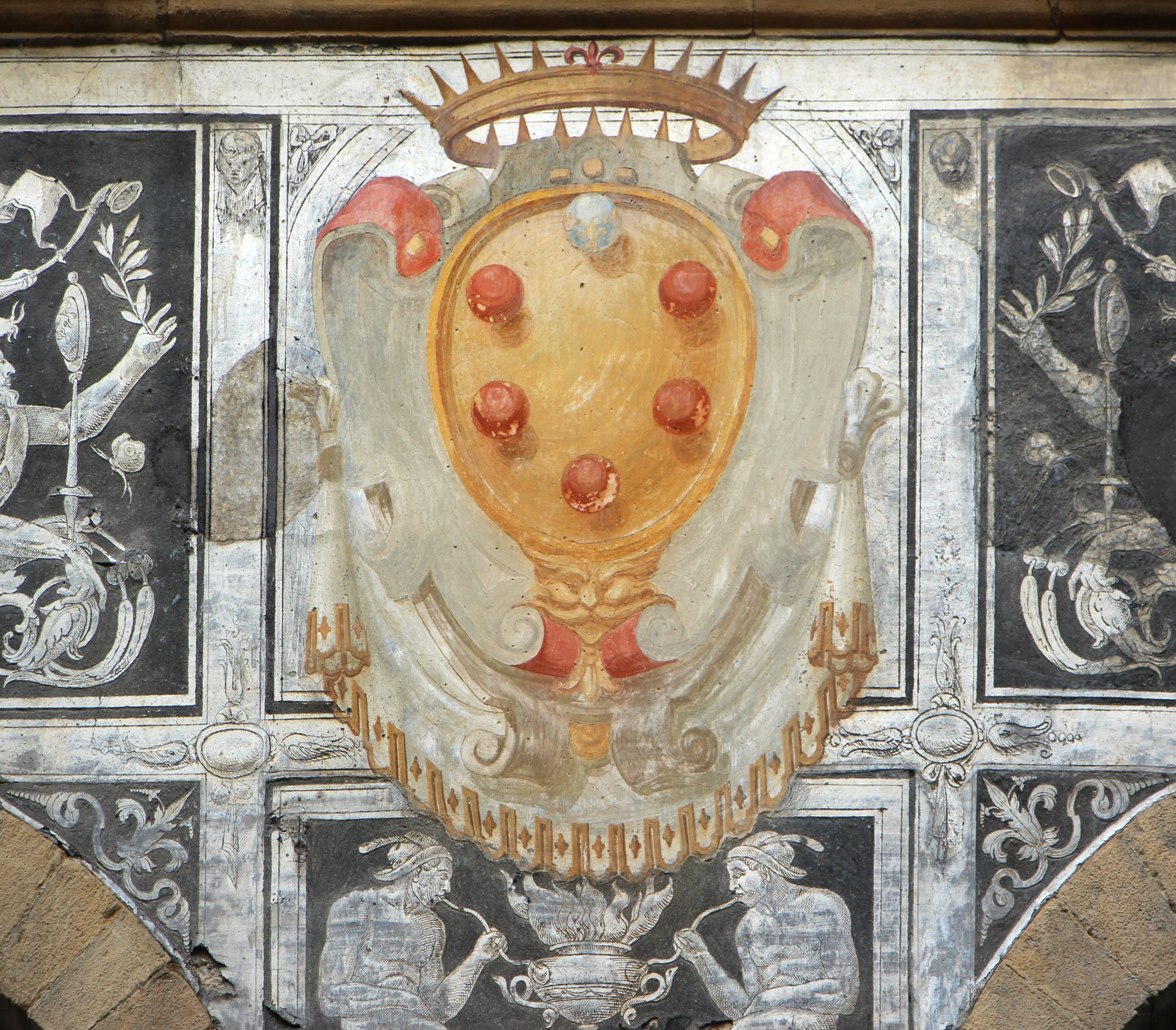
Герб семьи Медичи
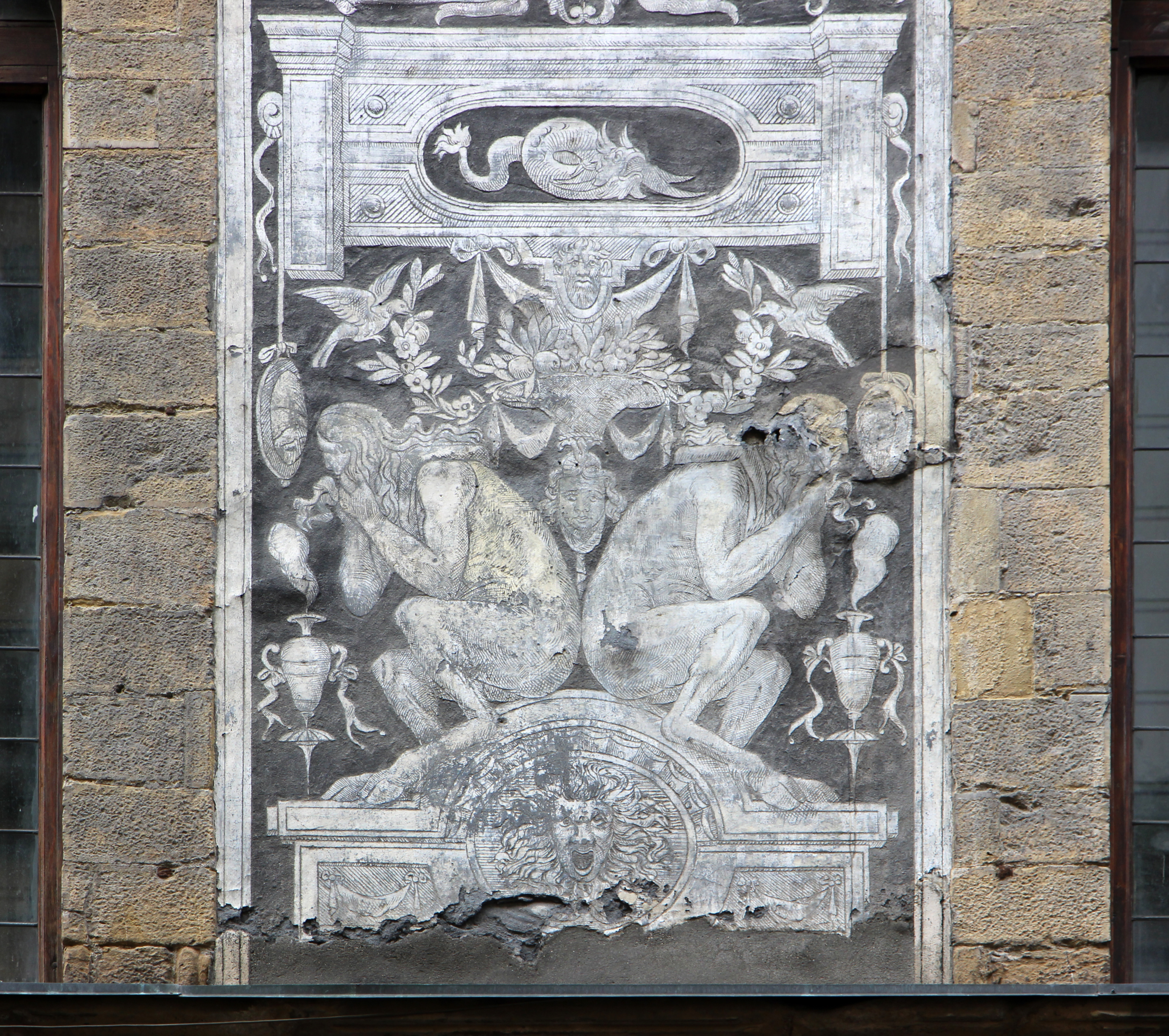
Детали сграффито
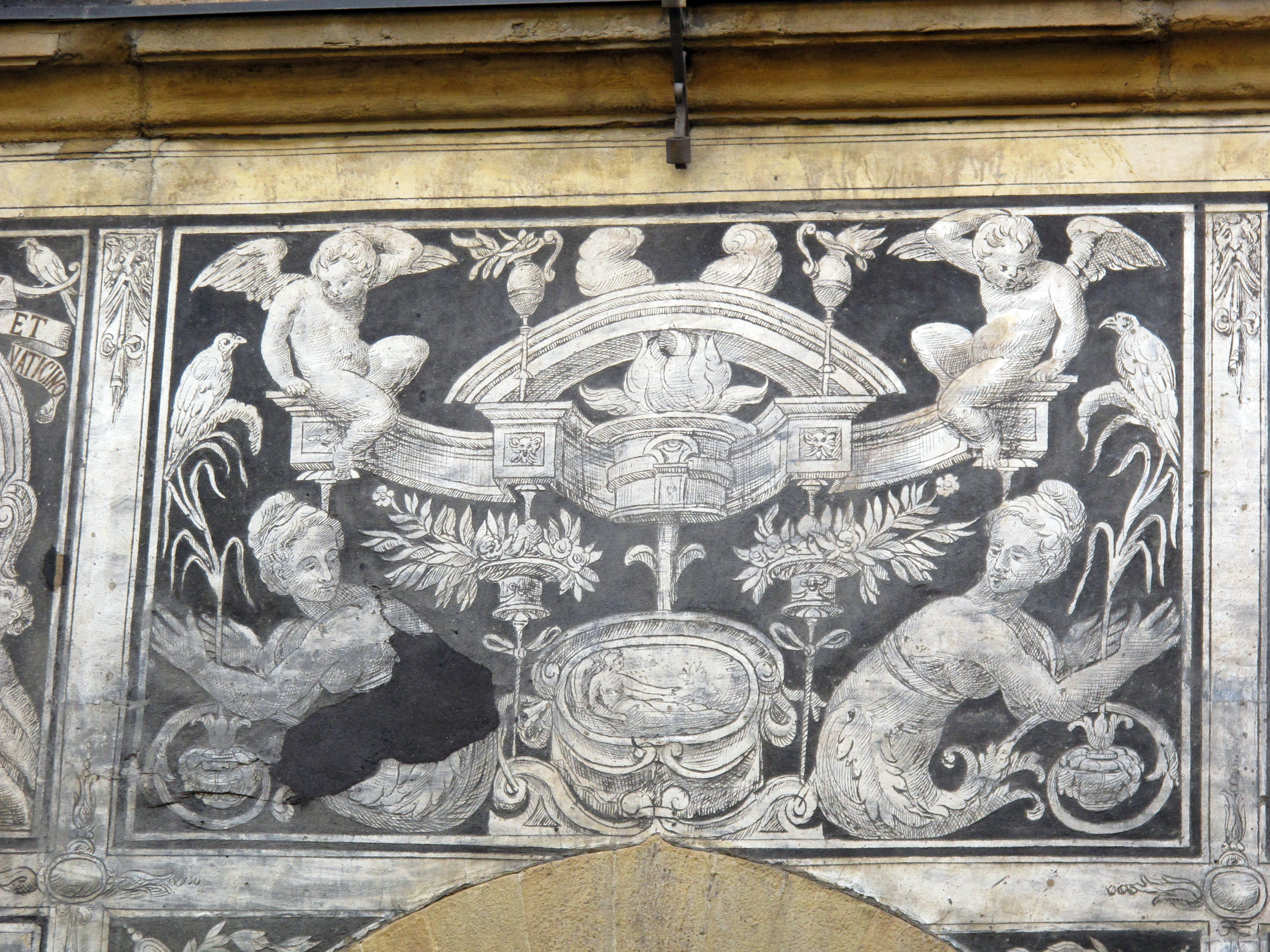
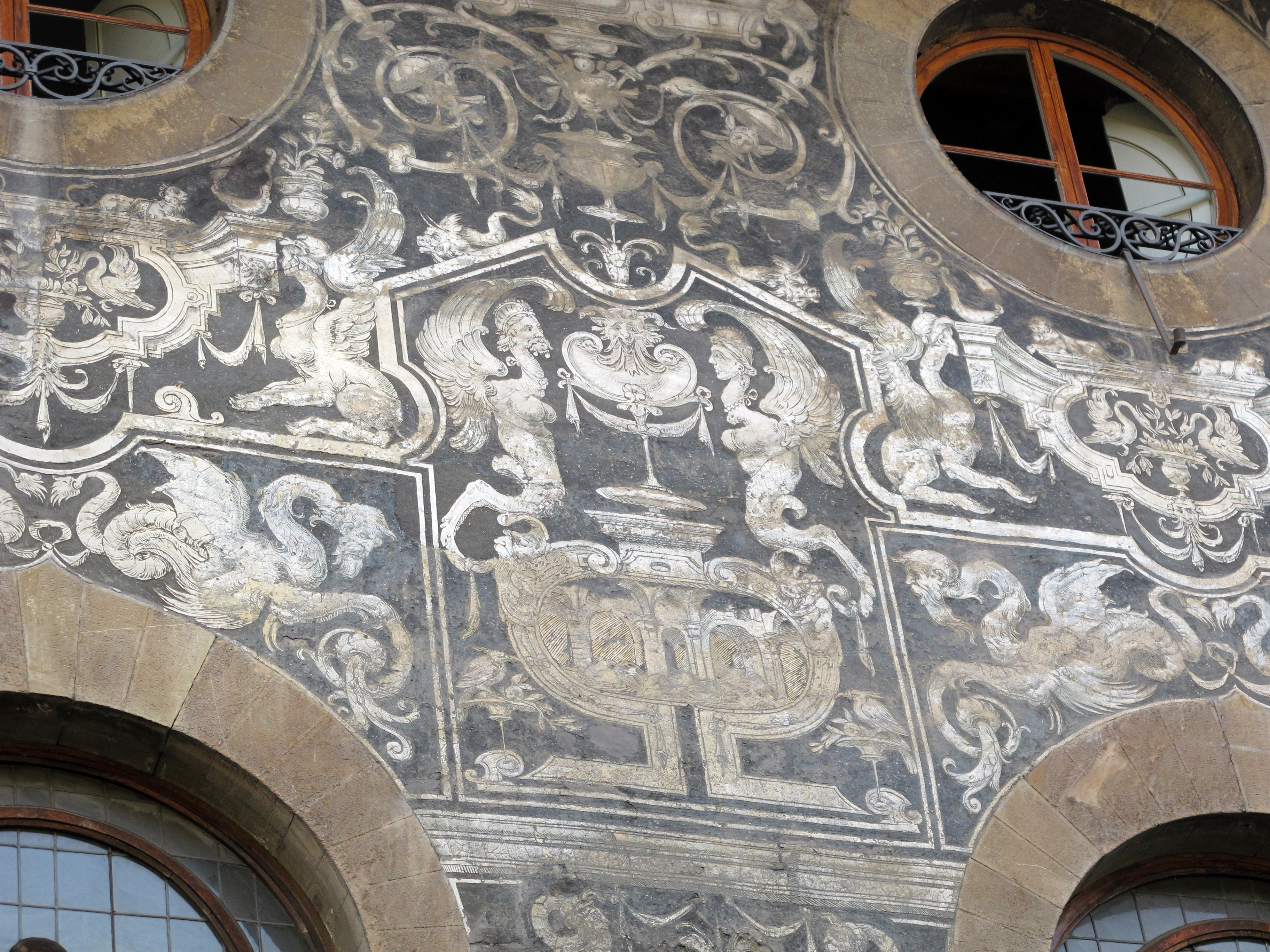
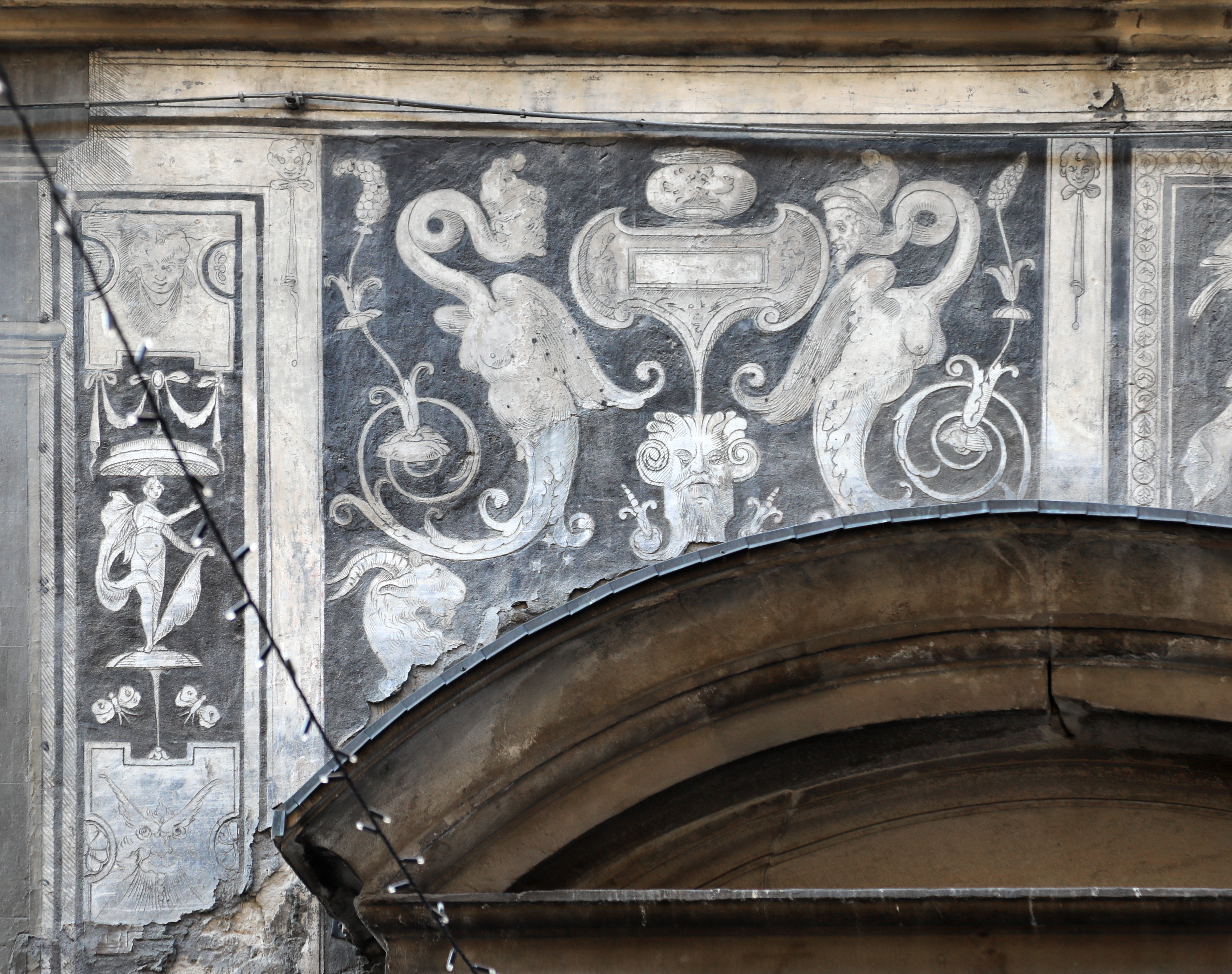
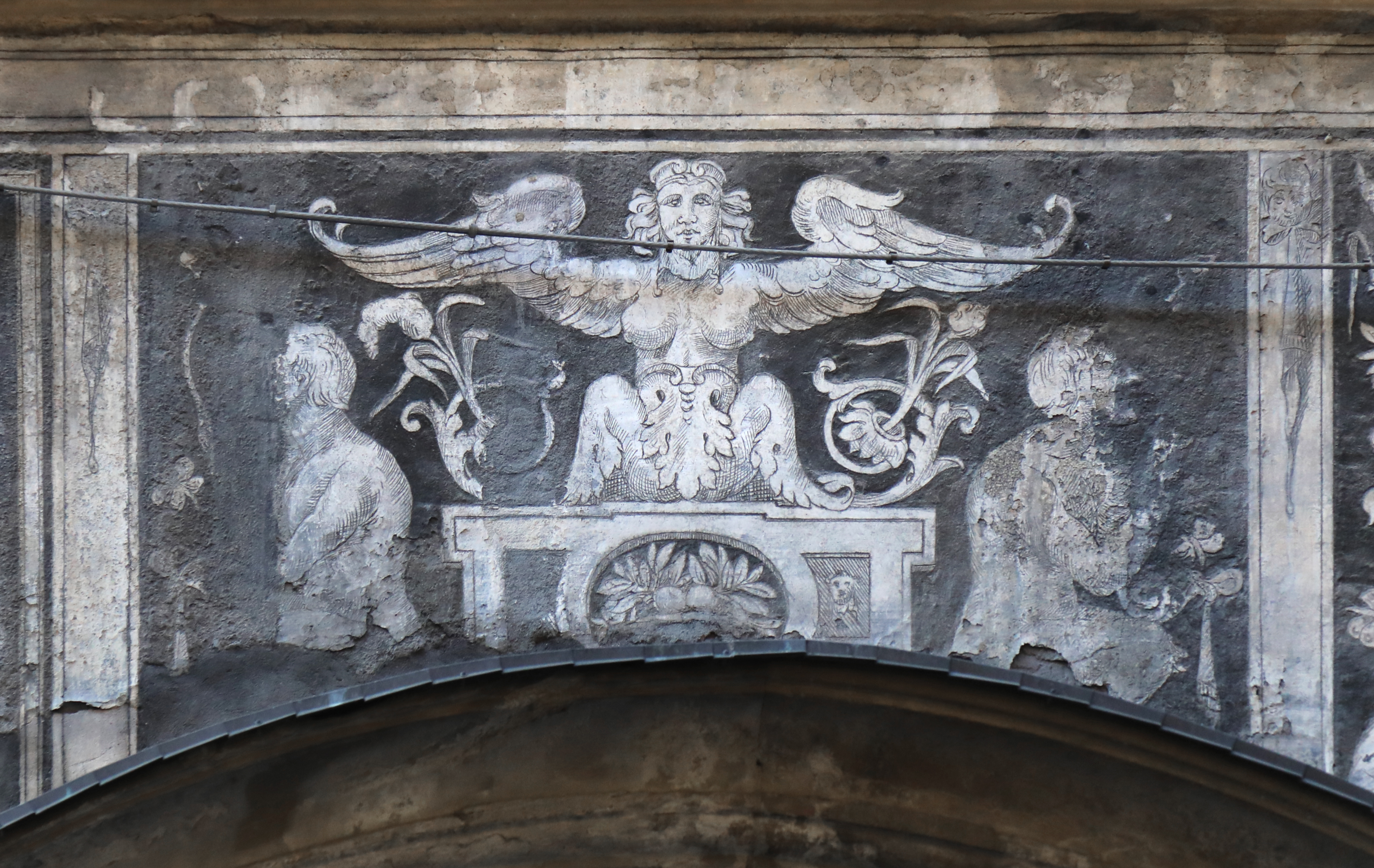
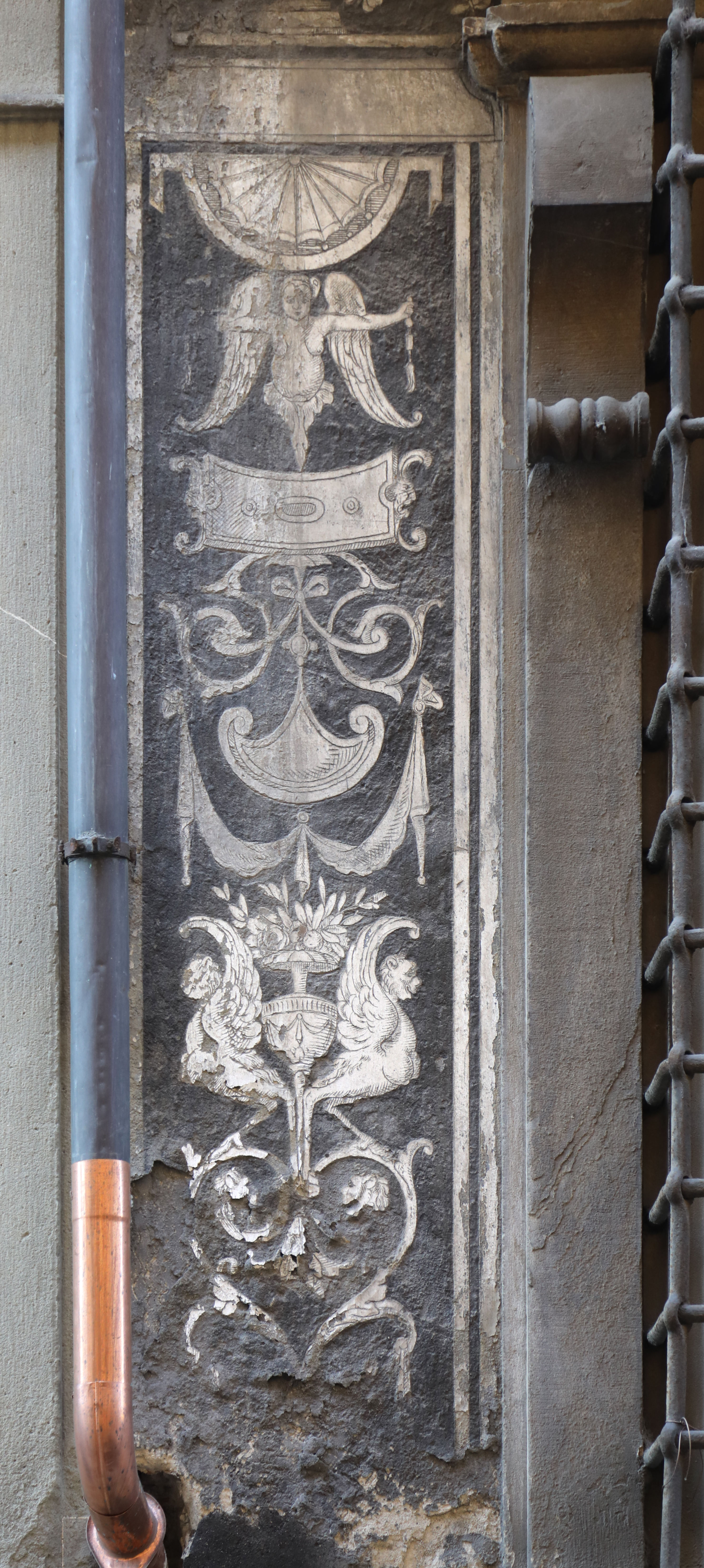
«Канделябр»
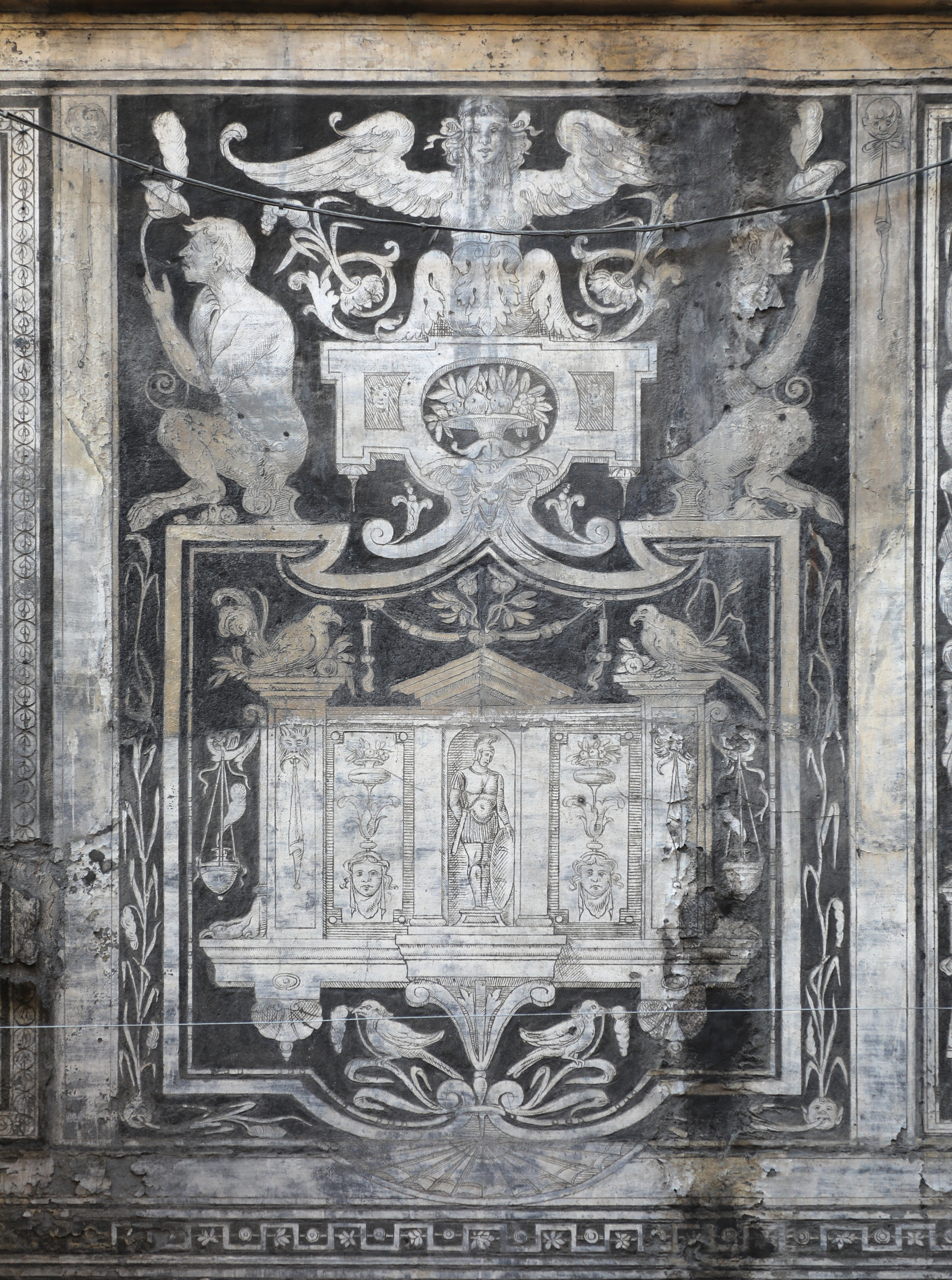